# Phạm Quang Ngân
Phạm Quang Ngân (sinh năm 1965) là một sĩ quan cấp cao trong Quân đội nhân dân Việt Nam, hàm Trung tướng, hiện đang giữ chức Cục trưởng Cục Dân quân Tự vệ, Quân đội nhân dân Việt Nam.

## Tiểu sử
Trước năm 2016, ông từng giữ chức vụ Chỉ huy trưởng Bộ Chỉ huy quân sự tỉnh Lai Châu, Quân khu 2.
Năm 2016, ông được bổ nhiệm giữ chức vụ Phó Tham mưu trưởng, bí thư đảng uỷ bộ tham mưu Quân khu 2.
Năm 2017, ông được bổ nhiệm giữ chức vụ Chánh Văn phòng Bộ Tổng Tham mưu.
Tháng 8.2018, ông được bổ nhiệm giữ chức vụ Cục trưởng Cục Dân quân Tự vệ, Quân đội nhân dân Việt Nam.
Thiếu tướng (2017), Trung tướng (2021)